# Жекеколь (Северо-Казахстанская область)
Жекеколь (каз. Жекекөл) — упразднённое село в Есильском районе Северо-Казахстанской области Казахстана. Входило в состав Петровского сельского округа. Исключено из учётных данных в 2024 году.
Код КАТО — 594253300.

## Население
В 1999 году население села составляло 233 человека (120 мужчин и 113 женщин). По данным переписи 2009 года, в селе проживало 129 человек (62 мужчины и 67 женщин).